# Amir Hossein Farzanegan
Amir Hossein Farzanegan (persisch امیرحسین فرزانگان‎; * 1924 in Mashad) war ein iranischer Diplomat.
Er schloss ein Studium des Maschinenbaus ab und studierte Betriebswirtschaft sowie Sozialpolitik.
1952 heiratete er.

## Werdegang
Er trat in die höhere Beamtenlaufbahn des kaiserlichen iranischen Arbeitsministeriums ein, wurde Assistent in dieser Aufsichtsbehörde und leitete die Abteilung Studien und Planung sowie das Untersekretariat.
Er wurde mehrmals als Vertreter der iranischen Regierung zu Konferenzen der Internationalen Arbeitsorganisation entsandt, reiste in Europa, sprach Englisch und Französisch.
Schon in der Amtszeit seines Vorgängers Fereydün Farroh als iranischer Botschafter in Ost-Berlin entspann sich der Plan eines offiziellen Staatsbesuches von Mohammad Reza Pahlavi bei Erich Honecker.
Er hielt sich schon im Botschaftsgebäude in der Stavanger Straße 23 in Ost-Berlin auf, war aber noch nicht als Botschafter akkreditiert, als am 27. Februar 1978 die Confederation of Iranian Students—National Union versuchte, Akten aus der Botschaft zu entwenden.

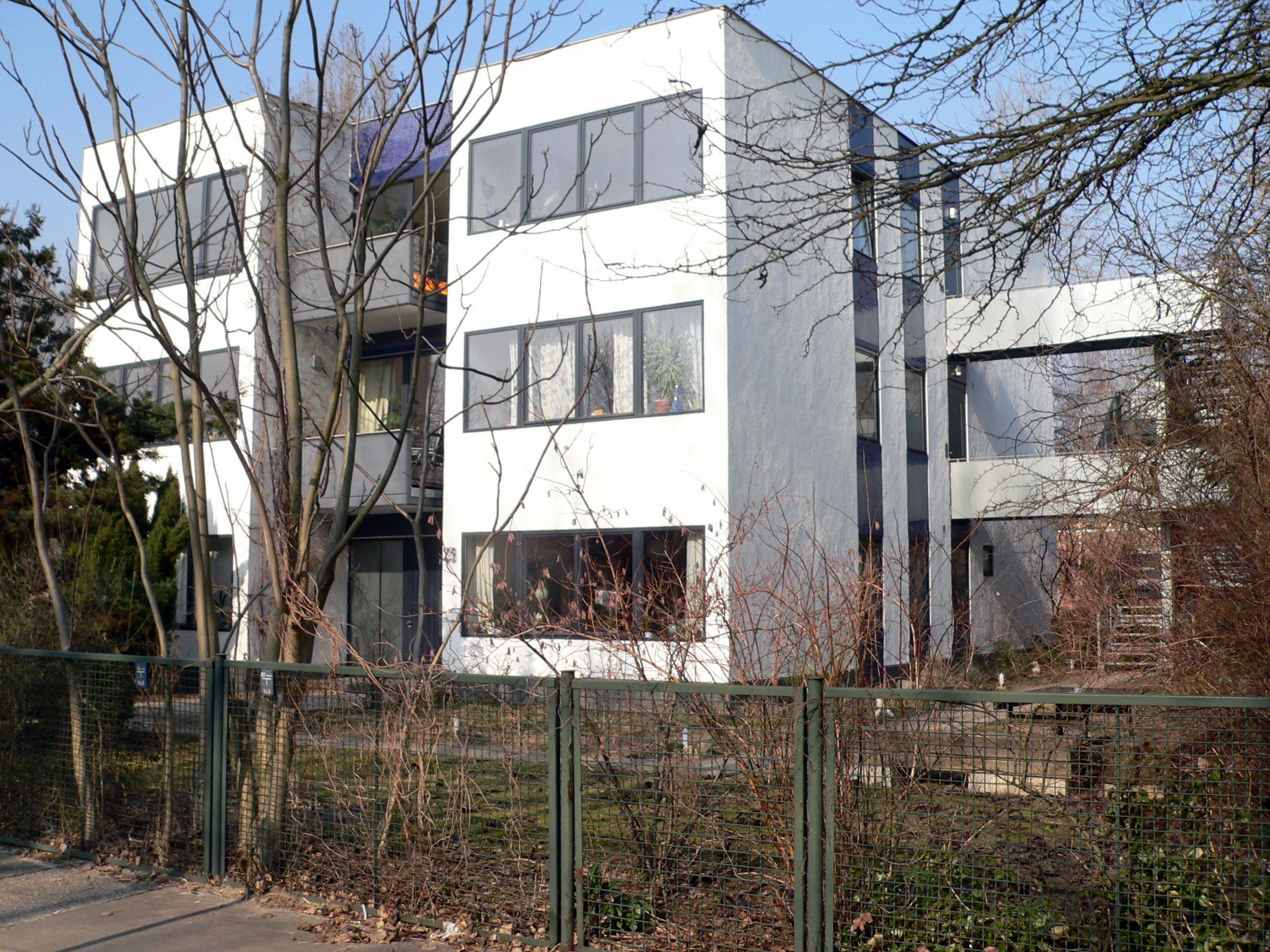
Botschaft in Platte Modell wie Stavanger Straße 23